# Shūhei Morita
Shūhei Morita (jap. 森田 修平, Morita Shūhei; * 22. Juni 1978 in der Präfektur Nara) ist ein japanischer Animator und Regisseur.

## Leben
Morita studierte an der Kyoto University of Art and Design und schloss sein Studium 2001 ab. Erste Filme entstanden bereits während seines Studiums. Er war 1999 Mitbegründer des Animationsstudios KamiKaze Dōga und gründete 2003 mit Daisuke Sajiki das Studio Yamatoworks.
Morita schuf 2012 innerhalb von fünf Monaten den Kurzanimationsfilm Tsukumo (engl. Possessions), der später in das Animationsprojekt Short Peace von Katsuhiro Otomo aufgenommen wurde. Possessions lief unter anderem 2012 auf dem Festival d’Animation Annecy im Wettbewerb um den Cristal d’Annecy, Short Peace erlebte am 20. Juli 2013 in Japan seine Premiere. Morita erhielt für Possessions 2014 eine Oscar-Nominierung in der Kategorie Bester animierter Kurzfilm.

## Filmografie
Als Regisseur:
- 2003: Kakurenbo (カクレンボ)
- 2006–2008: Freedom
- 2011: Koisento (コイ☆セント)
- 2012: Possessions (Tsukumo / 九十九)
- 2014: Tokyo Ghoul (東京喰種-トーキョーグール-)
- 2015: Tokyo Ghoul √A